# Hertha Sponer
Hertha Dorothea Elisabeth Sponer (Neisse, 1º settembre 1895 – Sehnde, 17 febbraio 1968) è stata una fisica tedesca.

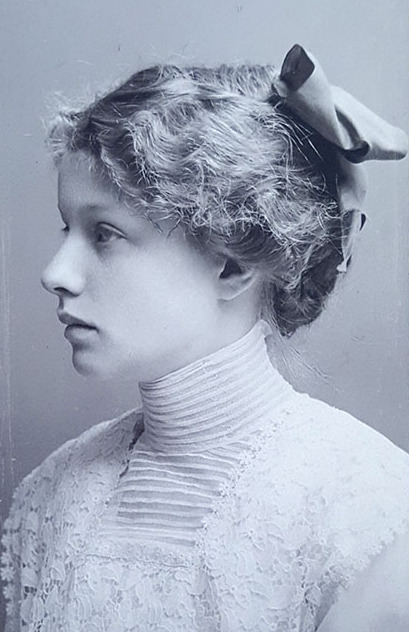
Hertha Sponer (1913)

Come seconda donna dopo Emmy Noether, si è abilitata all'Università di Göttingen. Emigrò negli Stati Uniti nel 1936 e insegnò come professore alla Duke University fino al suo pensionamento. I suoi contributi all'applicazione dei metodi teorici quantistici nella fisica atomica e molecolare sono scientificamente significativi.

## Biografia
Hertha Sponer è cresciuta in una famiglia di mercanti con due sorelle e due fratelli. Ha prima completato un apprendistato come educatrice e insegnante di scuola elementare ad Hannover e Heidelberg, che all'epoca era accettato per le donne, che ha completato nel 1913. Ha lavorato come educatrice fino al 1915, poi come supplente di guerra in una scuola elementare fino al 1916. Nel 1917 superò l'esame di maturità in una scuola media.
Dal 1917 al 1918 studiò fisica a Tubinga, poi a Gottinga, dove conseguì il dottorato nel 1920 dopo soli sei semestri con Peter Debye. La sua dissertazione sull'assorbimento infrarosso dei gas biatomici è uno dei primi lavori in cui le bande spettrali causate dalla rotazione molecolare sono state trattate utilizzando metodi teorici quantistici. Al Kaiser Wilhelm Institute for Physical Chemistry di Berlino, lavorò per il premio Nobel James Franck e ricevette ulteriore formazione in ambito sperimentale da Arthur Wehnelt. Nel 1921 tornò all'Università di Gottinga con Franck, dove continuò la sua ricerca sull'impatto degli elettroni. Contro alcune resistenze da parte della facoltà, ebbe l'abilitazione nel 1925 con la tesi Anregungspotentiale der Bandenspektren des Stickstoffs ("Potenziali di eccitazione degli spettri a banda dell'azoto") e ricevette per questo la venia legendi. Ciò la rende la seconda donna dopo la matematica Emmy Noether ad avere un'abilitazione all'Università di Gottinga e, insieme a Lise Meitner a Berlino nel 1922 e Hedwig Kohn a Breslavia nel 1930, è anche una delle prime tre donne in Germania ad abilitarsi in Fisica. Una borsa di studio Rockefeller le permise di trascorrere un anno di ricerca a Berkeley, in California, nell'anno 1925/26.
Sponer esercitò come docente privato fino al 1932 e, in seguito, come professore associato a Gottinga fino al 1934. Il gruppo di lavoro attorno a Franck, che era di origine ebraica, venne sciolto dopo che questi aveva protestato contro la politica razziale nazista e si era dimesso dalla cattedra il 17 aprile 1933. A causa dell'influenza di Robert Wichard Pohl, Sponer non ebbe più possibilità a Gottinga, poiché questi non tollerava donne in posizioni accademiche. Nell'autunno del 1933, con l'aiuto della Fondazione Rockefeller, Herta Sponer accettò una cattedra presso l'Istituto di Fisica di Oslo, dove insegnò dal 1934 al 1936. Emigrò negli Stati Uniti nel 1936. Lì fu aiutata dal mineralogista Viktor Moritz Goldschmidt, anche lui emigrato.
Dal 1936 fino al suo pensionamento all'età di 70 anni, ha insegnato come professore ordinario alla Duke University, Durham, North Carolina. Uno dei suoi primi assistenti fu il fisico Edward Teller. Nel 1939 riuscì ad aiutare a salvare Hedwig Kohn dalla Germania nazista. Nel 1946 sposò il suo ex mentore e amico, James Franck, professore a Chicago. Nel 1952/53 fu visiting professor all'Università di Uppsala e nel 1962 intraprese un giro di conferenze in Giappone e in India.
Dopo la morte di James Franck nel maggio 1964, Hertha Sponer, affetta dal morbo di Alzheimer, tornò da sola in Germania nel 1966 e fu accolta dalla famiglia della sorella minore Charlotte Schönbach a Celle. Morì il 17 febbraio 1968 nell'ospedale Wahrendorff di Ilten/Hannover. I funerali si svolsero il 23 febbraio 1968 a Celle.

## Contributi
Hertha Sponer ha dato ampi contributi all'applicazione dei metodi teorici quantistici nella fisica atomica e molecolare. È noto, ad esempio, il diagramma di Birge-Sponer per determinare l'energia di dissociazione delle molecole dai dati spettroscopici. Il suo contributo più importante alla fisica molecolare è la sua opera in due volumi Molecular Spectra and their Application to Chemical Problems.

## Onorificenze
Da lei prende il nome l'Hertha Sponer Prize, che dal 2002 viene assegnato ogni anno dalla German Physical Society a giovani fisiche donne di successo scientifico. Nel 2007, la Duke University ha istituito la serie Hertha Sponsor Presidential Lectureship per illustri scienziate: la fisica americana Margaret Murnane tenne la prima lezione.
La città di Göttingen ha intitolato a lei la Hertha-Sponer-Straße nel 2003.

## Famiglia
Una delle sue due sorelle era la romanista e combattente della resistenza contro il regime nazista Margot Sponer (1898-1945).

## Curiosità
Nel 1948 un suo ritratto fu dipinto da Marianne Manasse a Durham ed è in possesso della Duke University.

## Scritti
- Molekülspektren und ihre Anwendung auf chemische Probleme (= Struktur und Eigenschaften der Materie in Einzeldarstellungen. 15–16, ZDB-ID 527570-2). 2 Bände (Band 1: Tabellen. Band 2: Text.). Springer, Berlin 1935–1936.
- mit Raymond T. Birge: The Heat of Dissociation of Non-Polar Molecules. In: Physical Review. Bd. 28, Nr. 2, 1926, S. 259–283, doi:10.1103/PhysRev.28.259.
- mit James Franck und Edward Teller: Bemerkungen über Prädissoziationsspektren dreiatomiger Moleküle. In: Zeitschrift für Physikalische Chemie. Abt. B: Chemie der Elementarprozesse, Aufbau der Materie. Bd. 18, 1932, S. 88–101, doi:10.1515/zpch-1932-1809.

## Borse di studio e affiliazioni
- 1925-26 Membro della Fondazione Rockefeller
- 1952-53 Borsista Guggenheim
- Fellow, Accademia delle Scienze di New York
- Fellow, Optical Society of America
- Fellow, American Physical Society